# Catástrofe demográfica

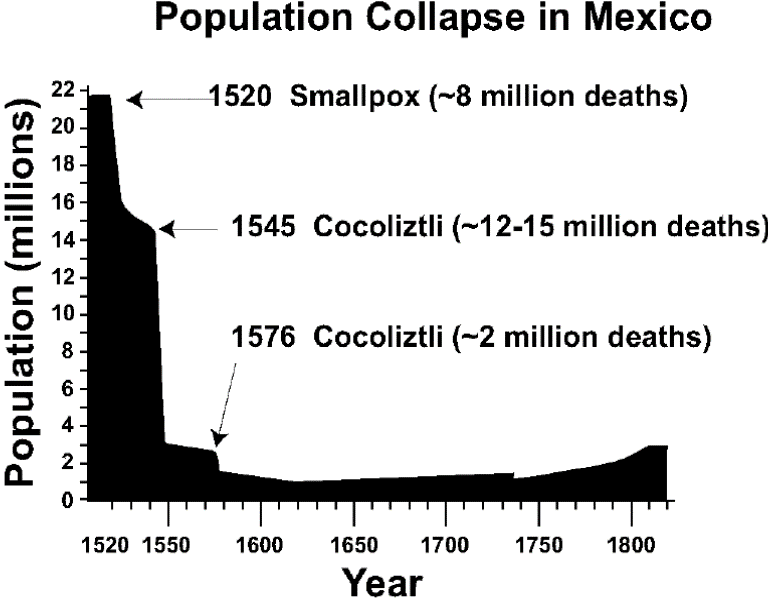
Gráfico demográfico da queda abrupta do contingente populacional autóctone do México no século XVI

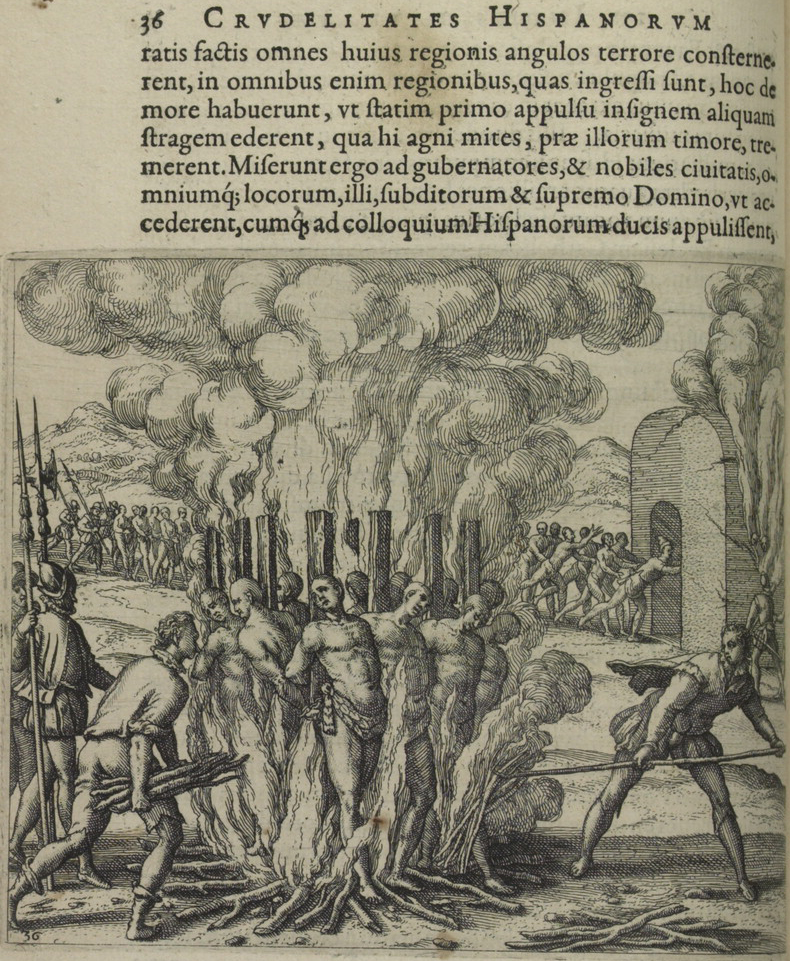
Gravura de obra de 1598 sobre a execução em massa de indígenas por espanhóis

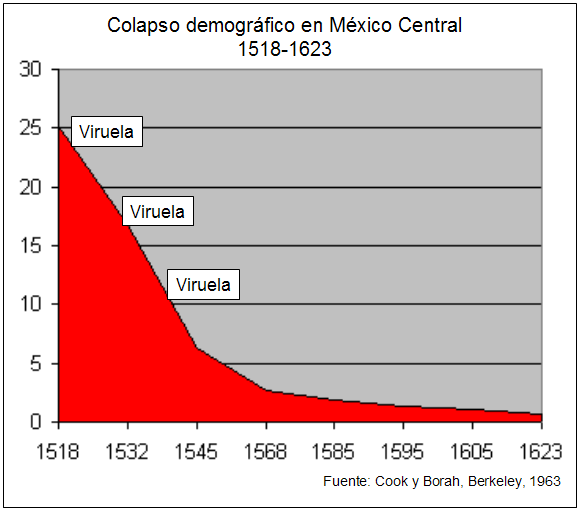
Segundo os pesquisadores Cook e Borah da Universidade da Califórnia em Berkeley, em trinta anos morreram vinte milhões de indígenas mesoamericanos e, um século depois, restaram apenas 3% da população original

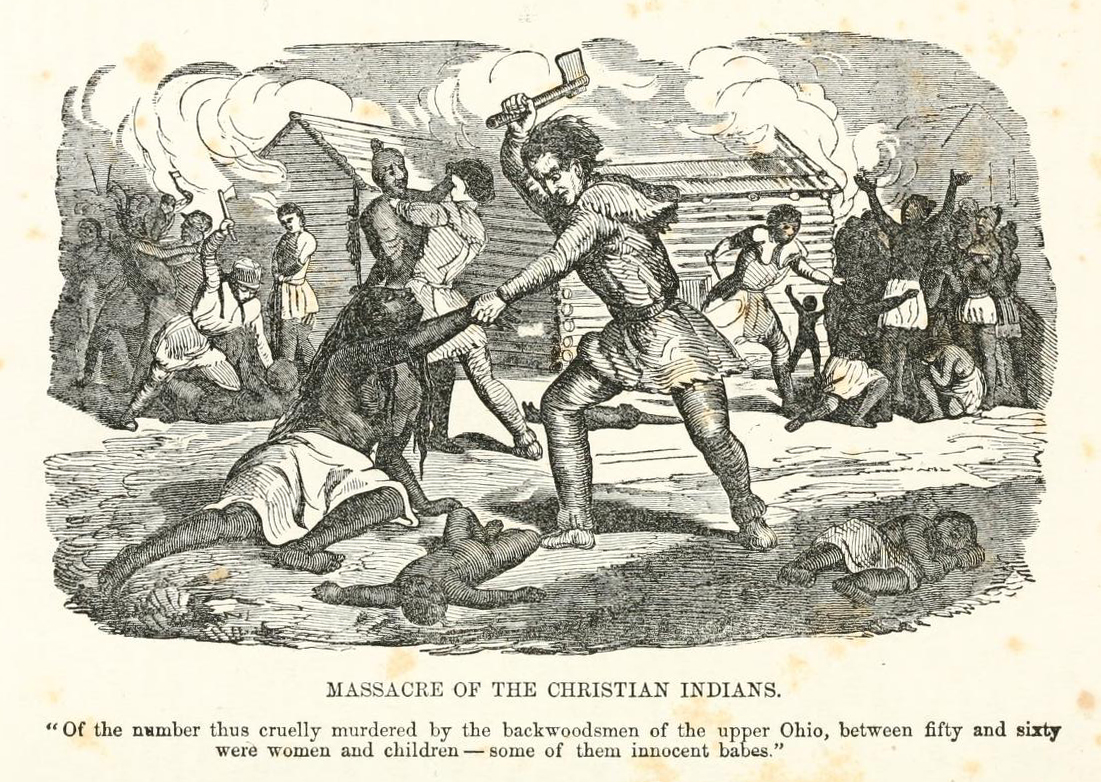
Gravura do massacre de Gnadenhutten de 1852, do livro "Coleções históricas do Grande Oeste" de Henry Howe

A catástrofe demográfica da população indígena foi um evento histórico nas Américas que provocou a crise da encomienda.
Mostrando sinais de que a convivência com o elemento europeu não poderia ser saudável, a população indígena viu-se dizimada pela fome, extermínios deliberados que os europeus perpetravam, e sobretudo por doenças que seus organismos não conheciam. No século XVIII a retração populacional atingiu tamanha monta que para continuar com seus empreendimentos, os espanhóis tiveram que passar a importar negros como escravos da África, ingressando como clientes desse rentável comércio humano que também dizimou parcelas da população daquele continente.[carece de fontes?]

## Do século XV ao XVIII: a colonização e o genocídio nas Américas
As estimativas do declínio da população nas Américas desde o primeiro contato com os europeus em 1492 até a virada do século XX dependem da estimativa da população inicial pré-contato. No início do século XX, acadêmicos estimaram baixas populações pré-contato para as Américas, com estimativa de Alfred Kroeber tão baixas quanto 8,4 milhões de pessoas em todo o hemisfério. As descobertas arqueológicas e uma melhor panorâmica dos primeiros censos contribuíram para estimativas muito mais elevadas. Dobyns (1966) estimou uma população pré-contato de 90-112 milhões. Estimativas mais conservadoras de Denevan foram de 57,3 milhões.  Russell Thornton (1987) chegou a um valor em torno de 70 milhões. De acordo com a estimativa da população inicial, em 1900,  pode-se dizer que a população indígena teria diminuído em mais de 80%, devido, principalmente, aos efeitos de doenças como a varíola, sarampo e cólera, mas também a violência e guerra pelos colonizadores contra os índios.
Os estudiosos que argumentam de forma proeminente que este declínio da população pode ser considerado genocida incluem o historiador David Stannard  e o demógrafo antropológico Russell Thornton, bem como acadêmicos ativistas, tais como Vine Deloria, Jr., Russell Means e Ward Churchill. Stannard compara os eventos de colonização que conduziu ao declínio da população nas Américas com a definição de genocídio na Convenção de 1948 das Nações Unidas, e escreve que "À luz da linguagem da ONU — mesmo pondo de lado algumas de suas construções mais frouxas — é impossível saber o que aconteceu nas Américas durante os séculos XVI, XVII, XVIII e XIX e não concluir que foi genocídio". Thornton não considera a investida de doenças como sendo genocídio, e somente descreve como genocídio o impacto direto da guerra, da violência e massacres, muitos dos quais tiveram o efeito de aniquilar grupos étnicos inteiros.  O estudioso do Holocausto e cientista político Guenter Lewy rejeita o rótulo de genocídio e vê o despovoamento das Américas como "não um crime, mas uma tragédia".

### Colonização espanhola das Américas

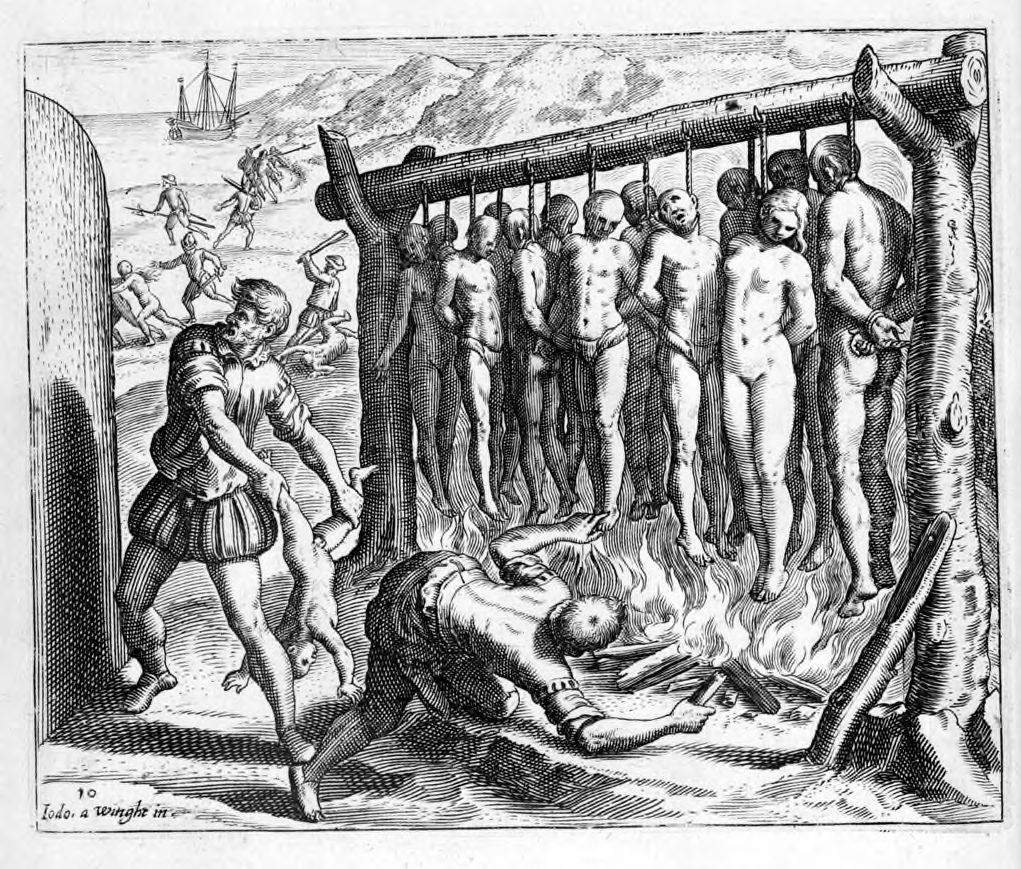
Uma ilustração do século XVI pelo protestante flamengo Theodor de Bry para Brevisima relación de la destrucción de las Indias de Las Casas, descrevendo as "atrocidades" espanholas durante a conquista de Cuba. A obra de De Bry mostra um ponto de vista eurocêntrico em que as formas anatômicas dos nativos e da arquitetura não se conformam com a fidelidade à realidade.

Estima-se que durante a conquista espanhola das Américas até oito milhões de indígenas morreram, principalmente através de doenças como varíola e sarampo

Em meio à descoberta de novas terras na América pelos espanhóis, em 1504, em seu testamento, a Rainha Isabel La Católica afirma:
Que não consintam que os índios, vizinhos e habitantes das Índias e da Terra Firme, ganhas e a serem ganhas, recebam qualquer dano à sua pessoa ou propriedade, pelo contrário, que sejam bem e justamente tratados
Com a conquista inicial das Américas concluída, em grande parte devido à colaboração de grupos indígenas que ajudaram a derrubar os impérios asteca e inca, os espanhóis implementaram o sistema de encomienda. Em teoria, a encomienda colocou grupos indígenas sob a supervisão espanhola para fomentar a assimilação cultural e conversão ao cristianismo, mas, na prática, levou à exploração e ao trabalho forçado em condições brutais. Embora no início os espanhóis acreditassem que o número de indígenas seria inesgotável, suas ações levaram à quase aniquilação de tribos como a tribo aruaque  cujo número foi reduzido pela violência e principalmente por doenças.
Nesse contexto, em 1512 foram lançadas as Leis de Burgos, que estabelecem que os índios eram homens livres e legítimos donos de suas casas e propriedades, os Reis Católicos eram senhores dos índios pelo seu compromisso evangelizador, ficou estabelecido que era possível obrigar os índios a trabalhar enquanto o trabalho fosse tolerável e eles recebessem um salário justo, e a guerra de conquista seria justificada se os índios se recusassem a ser cristianizados ou evangelizados. As leis proibiam terminantemente os encomenderos de aplicar punições aos índios.
Apesar das leis, a população indígena das Antilhas continuou diminuindo principalmente devido a doenças. No entanto, alguns padres - como Bartolomeu de las Casas — acreditavam que isso se devia às condições de trabalho a que os índios eram submetidos, teoria que utilizaram para obter respaldo para sua tese protetora.
Em 1522, o frade dominicano Bartolomeu de las Casas escreveria "Brevíssima Relação da Destruição das Índias Ocidentais" onde afirmava que a população indígena em Hispaniola havia sido reduzida de 400.000 para 200 em poucas décadas.  Suas obras estavam entre aquelas que deram origem ao termo Leyenda Negra para descrever a propaganda anti-espanhola. Voltaire, em "O ensaio sobre os costumes" (1756), afirmava que Las Casas exagerou deliberadamente o número de mortes e idealizou os índios para chamar a atenção para o que considerava uma injustiça. "É sabido que a vontade de Isabel, Fernando, do cardeal Cisneros, de Carlos V, era constantemente tratar os índios com consideração", diria o escritor Jean-François Marmontel em 1777 na sua obra "Os Incas".
Frente aos abusos dos encomenderos, são instituídas em 1542 as Leis Novas em que se cuida e se garante o bom trato aos índios, se elimina a escravidão dos índios e se estabelece que as encomiendas não têm mais caráter hereditário. As Leis Novas levaram à extinção gradual do sistema de encomienda, além de levar à extinção da prática da escravidão indígena. As Leis das Índias, que compõem as Leis de Burgos e as Leis Novas, seriam precursoras dos Direitos Humanos.
Embora leis tenham sido promulgadas, sua aplicação foi difícil devido à vastidão do território, por exemplo, na década de 1760, uma expedição despachada para fortalecer a Califórnia, liderada por Gaspar de Portolà e Junípero Serra, foi marcada pela trabalho forçado e as doenças que assolam os indígenas 

### Colonização britânica das Américas
- Tentativa de extermínio do Pequot — A Guerra do Pequot foi um conflito armado que ocorreu entre 1636 e 1638 na Nova Inglaterra entre a tribo Pequot e uma aliança de colonos com as tribos Narragansett e Mohegan. A guerra terminou com a derrota decisiva dos Pequots. As colônias de Connecticut e Massachusetts ofereceram recompensas pelas cabeças dos índios hostis mortos e, posteriormente, apenas por seus cabelos. No final, cerca de 700 Pequot foram mortos ou levados cativos.[25] Centenas de prisioneiros foram vendidos como escravos,[26] outros sobreviventes foram dispersos como cativos para tribos vitoriosas. O resultado foi a eliminação da tribo Pequot como entidade política viável no sul da Nova Inglaterra e as autoridades coloniais a classificaram como extinta. No entanto, até hoje, membros da tribo Pequot ainda vivem.[27]
- Massacre da tribo Narragansett — O Grande Massacre do Pântano foi realizado durante a Guerra do Rei Philip pela milícia colonial da Nova Inglaterra contra a tribo Narragansett em dezembro de 1675. Em 15 de dezembro daquele ano, os guerreiros Narragansett atacaram o Jireh Bull Blockhouse matando pelo menos 15 pessoas. Quatro dias depois, a milícia colonial de Plymouth, Connecticut e Massachusetts foi levada para a principal cidade de Narragansett. O assentamento foi queimado, seus habitantes mortos ou despejados e a maioria das barracas de inverno da tribo foram destruídas. Acredita-se que pelo menos 97 guerreiros Narragansett e entre 300 e 1.000 não combatentes morreram. O massacre foi um golpe crítico para a tribo que nunca se recuperou totalmente.[28]
- Guerras francesas e indianas — Durante a guerra francesa e indiana, Lord Jeffrey Amherst, comandante das forças britânicas, autorizou o uso de guerra biológica para exterminar uma tribo local de índios Ottawa. Em 12 de junho de 1755, o governador de Massachusetts, William Shirley, estava oferecendo uma recompensa de £ 40 por um couro cabeludo indiano masculino e £ 20 pelo couro cabeludo de mulheres ou crianças com menos de 12 anos de idade.[29][30] Em 1756, o vice-governador da Pensilvânia, Robert Morris, em sua Declaração de Guerra contra o povo de Lenni Lenape (Delaware) ofereceu "130 peças de oito para o couro cabeludo de cada inimigo indiano do sexo masculino, acima de 12 anos" e "50 pedaços de oito para o couro cabeludo de cada índia, produzidos como prova de sua morte"[29][31]

### Colonização portuguesa das Américas
Durante a colonização portuguesa das Américas, Cabral fez landfall na atual costa do Brasil. Na década seguinte, os indígenas tupis, tapuias e outras tribos que viviam ao longo do litoral sofreram um grande despovoamento devido a doenças e violência. Como no caso espanhol, também houve um processo de miscigenação entre portugueses e indígenas. Estima-se que dos 2,5 milhões de indígenas que viveram no Brasil, menos de 10% sobreviveram até o século XVII. O principal motivo do despovoamento foram doenças como a varíola.